# 维戈内
维戈内（義大利語：Vigone），是意大利都灵省的一个市镇。总面积41平方公里，人口5277人，人口密度128.7人/平方公里（2009年）。ISTAT代码为001299。

## 友好城市
- 阿根廷Cañada Rosquín